# Juan Antonio Ríos
Juan Antonio Ríos Morales, född 10 november 1888 i Cañete, död 27 juni 1946 i Santiago, var en chilensk politiker. Han var Chiles president mellan 1942 och 1946.

## Biografi
Ríos, som kom från en förmögen markägarfamilj, var advokat till yrket. Politiskt tillhörde han den konservativa falangen inom det radikala partiet. Åren 1924–25, 1926–30 och 1933–37 var han ledamot av deputeradekammaren, och 1930–32 var han senator. Under några månader 1932 var Ríos även inrikesminister och justitieminister.
År 1942 valdes Ríos till president, med stöd från socialistpartiet, kommunistpartiet och demokratiska partiet. Hans presidentskap präglades av svårigheter med att bilda en fungerande regeringskoalition: de partier som  ställt sig bakom Ríos förenades enbart av sitt motstånd mot expresidenten Carlos Ibáñez del Campo, som varit hans främste utmanare i valet. Den inrikespolitiska oenigheten ledde till att Ríos från 1943 kom att leda en administrativ regering.
Ríos var inledningsvis inriktad på att bevara Chiles neutrala ställning i andra världskriget. Påtryckningar från socialisterna och kommunisterna, samt en vilja att närma sig USA, gjorde dock att hans regering bröt relationerna med axelmakterna i januari 1943. Under Ríos tid som president blev Chile även medlem i Förenta nationerna.